# Покрајчево
Покрајчево (мкд. Покрајчево) је насеље у Северној Македонији, у југоисточном делу државе. Покрајчево је насеље у оквиру општине Радовиште.

## Географија
Покрајчево је смештено у југоисточном делу Северне Македоније. Од најближег града, Радовишта, насеље је удаљено 16 km јужно.
Насеље Покрајчево се налази у историјској области Струмица. Насеље је у јужном делу Радовишког поља, које чини Стара река. Северно од села уздиже се планина Плачковица. Надморска висина насеља је приближно 310 метара. 
Месна клима је блажи облик континенталне због близине Егејског мора (жарка лета).

## Становништво
Покрајчево је према последњем попису из 2002. године имало 434 становника.
Већинско становништво у насељу су етнички Македонци.
Претежна вероисповест месног становништва је православље.